# جائزة محمد ديب للأدب
جائزة محمد ديب للأدب هي جائزة أدبية جزائرية تُقدم كل سنتين منذ 2002، تنظمها الجمعية الثقافية "الدار الكبيرة" بتلمسان، احتفاءً بالتراث الأدبي للروائي الراحل محمد ديب (1920 - 2003) الذي يعتبر من واحداً أهم الروائيين الجزائريين.

## التأسيس
أُنشئت جائزة أدبية في 2001 تحمل اسم محمد ديب، وذلك بمبادرة من الجمعية الثقافية «الدار الكبيرة» بموافقة الكاتب نفسه خلال حياته، وهي تهدف إلى تعزيز أعمال الكاتب، خاصة من خلال تنظيم ورش عمل للكتابة، والتأليف، والمسرح، والسينما.

## المعايير
تُكرم هذه الجائزة، وفقًا لمنظميها، الإبداعات الحديثة للكتاب الجزائريين الشبان، وتضم شروطًا تحدد مجال تكريمها. تُمنح الجوائز لمجموعات قصصية أو روايات باللغات الثلاث (العربية والأمازيغية والفرنسية)، ويجب أن لا يقل حجم العمل الإجمالي عن 100 صفحة، ويجب أن يُنشر العمل لأول مرة بواسطة دار نشر جزائرية معترف بها، كما تُمنح الأولوية في تقييم الأعمال للقيمة الأدبية والجمالية، وكذلك لمساهمتها في نشر تأثير الآداب الجزائرية.

## الطبعات

### الطبعة الأولى
الطبعة الأولى لجائزة محمد ديب الأدبية سلمها رئيس الجمهورية، عبد العزيز بوتفليقة، في ديسمبر 2003 للأديب الجزائري حبيب أيوب عن مجموعته القصصية «كانت الحرب» (بالفرنسية: C'était la guerre).

### الطبعة الرابعة (– 2011)
في دورة 2011، حجبت لجنة التحكيم جائزة اللغة الأمازيغية، ومنح عملين باللغة العربية والفرنسية فقط.

### الطبعة الخامسة (2012 – 2015)
بدأ التحضير لهذه النسخة في عام 2012، حيث تداخلت عدة عوامل وأثرت على إلغاء الدورة في عام 2013، واستمر هذا الوضع حتى عام 2015. تمت مشاركة 72 عملًا مختلفًا، منها 50 عملاً باللغة الفرنسية، 16 عملاً باللغة العربية، و6 أعمال باللغة الأمازيغية، اختارت منها لجنة التحكيم المستقلة برئاسة الكاتب والمترجم محمد ساري 18 عملاً أدبيًا وهي ست روايات بالعربية واثنتين بالأمازيغية وعشر روايات بالفرنسية.

### الطبعة السادسة (2016 – 2018)
تتضمن قائمة الترشيحات لهذه النسخة اقتراحات من حوالي ثلاثين دار نشر، تشمل 18 رواية باللغة العربية وعشر روايات باللغة الأمازيغية، بالإضافة إلى 32 رواية باللغة الفرنسية. نُشرت هذه الأعمال في الفترة من يناير 2016 إلى فبراير 2018.
اختيرت القائمة النهائية من ضمن قائمة قصيرة لتسعة مشاركين في هذه المسابقة، وقد حظي الفائزون بمبلغ مليون دينار جزائري يتكفل بدفعه الديوان الوطني لحقوق المؤلف والحقوق المجاورة.
| اللغة      | العمل      | النوع | دار النشر | الكاتب        |  |
| ---------- | ---------- | ----- | --------- | ------------- |  |
| العربية    | مول الحيرة |       |           | إسماعيل يبرير |  |
| الأمازيغية | انزا       |       |           | سامي مسعودان  |  |
| الفرنسية   | الهزيمة    |       |           | محمد سعدون    |  |

### الطبعة السابعة (2019 – 2020)
تصادف هذه الطبعة مئوية الأديب محمد ذيب
| اللغة      | العمل                                                                                                   | النوع | دار النشر        | الكاتب               |  |
| ---------- | --- | ----- | ---------------- | -------------------- |  |
| العربية    | لنرقص الترانتيلا ثم نموت                                                                                | رواية | دار الماهر       | عبد المنعم بن السايح |  |
| الأمازيغية | كاويتو                                                                                                  | رواية |                  | مراد زيمو            |  |
| الفرنسية   | بادي رايتينغ، حياة وموت كريم فطيمي، كاتب (بالفرنسية: Body Writing Vie et mort de Karim Fatimi écrivain) | رواية | دار البرزخ للنشر | مصطفى بن فضيل        |  |

### الطبعة الثامنة (2021- 2022)

#### القائمة القصيرة
وضمت القائمة القصيرة تسعة أعمال إبداعية لأحسن رواية وأحسن مجموعة قصصية في كل من فئات الجائزة الثلاث بالعربية والأمازيغية والفرنسية.
| اللغة      | العمل                                           | النوع | الكاتب          |
| ---------- | ----------------------------------------------- | ----- | --------------- |
| العربية    | في البدء كانت الكلمة                            | رواية | آمال بوشارب     |
| العربية    | علمني كيف أسامح                                 | رواية | أمينة يعقوب     |
| العربية    | موت القبطان                                     | رواية | حميد عبد القادر |
| الأمازيغية | تيزيري                                          |       | عودية زهرة      |
| الأمازيغية | طاوس إيبلعيدن                                   |       | فضيلة أولبصير   |
| الأمازيغية | تارقاقت                                         |       | وليد ساحلي      |
| الفرنسية   | "La ville aux yeux d'or" (المدينة بأعين من ذهب) |       | كلثوم ستاعلي    |
| الفرنسية   | "Prodigieuse fortune" (ثروة هائلة)              |       | كورين شوفالييه  |
| الفرنسية   | "L'agonisant" (المحتضر)                         |       | هادية بن ساحلي  |

#### القائمة النهائية
| اللغة      | العمل                                           | النوع | دار النشر      | الكاتب       | مراجع         |
| ---------- | ----------------------------------------------- | ----- | -------------- | ------------ | ------------- |
| العربية    | في البدء كانت الكلمة                            | رواية | منشورات الشهاب | آمال بوشارب  | [ 15 ] [ 16 ] |
| الأمازيغية | تارقاقت                                         |       | منشورات بوسكين | وليد ساحلي   |               |
| الفرنسية   | "La ville aux yeux d'or" (المدينة بأعين من ذهب) |       | دار القصبة     | كلثوم ستاعلي |               |

.

## وصلات خارجية
- الموقع الرسمي
- جائزة الشيخ زايد للكتاب الرسمية في فيسبوك جائزة محمد ديب للأدب  على فيسبوك.
- حساب جائزة الشيخ زايد للكتاب الرسمي في تويتر
- الموقع الرسمي لهيئة أبوظبي للثقافة والتراث نسخة محفوظة 16 يونيو 2008 على موقع واي باك مشين.